# 9K33 Osa

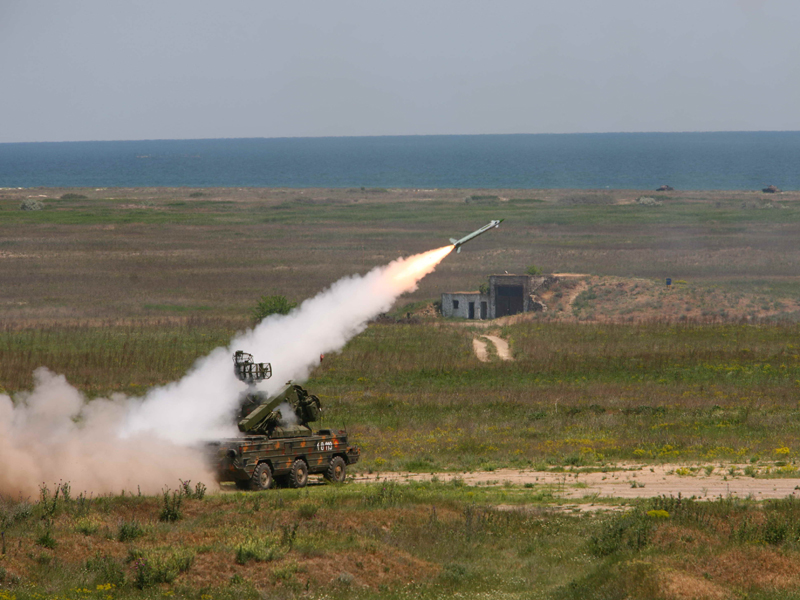
Um SA-8 romeno disparando um míssil 9M33.

O 9K33 Osa (em russo:  Оса; em português:  Vespa) é um veículo blindado de defesa antiaérea armado com potentes mísseis mísseis terra-ar de baixa altitude. Desenvolvido pela União Soviética na década de 1970, recebeu a designação da OTAN é SA-8 Gecko. O 9K33 já foi exportado para mais de vinte países.

## Utilizadores
- Argélia
- Angola
- Armênia
- Azerbaijão
- Bielorrússia
- Bulgária
- Cuba
- Equador
- Geórgia
- Grécia
- Coreia do Norte
- Marrocos
- Índia
- Irão
- Jordânia
- Líbia
- Polónia
- Roménia
- Rússia
- Saara Ocidental
- Síria
- Turquemenistão
- Ucrânia